# Finnbodaberget

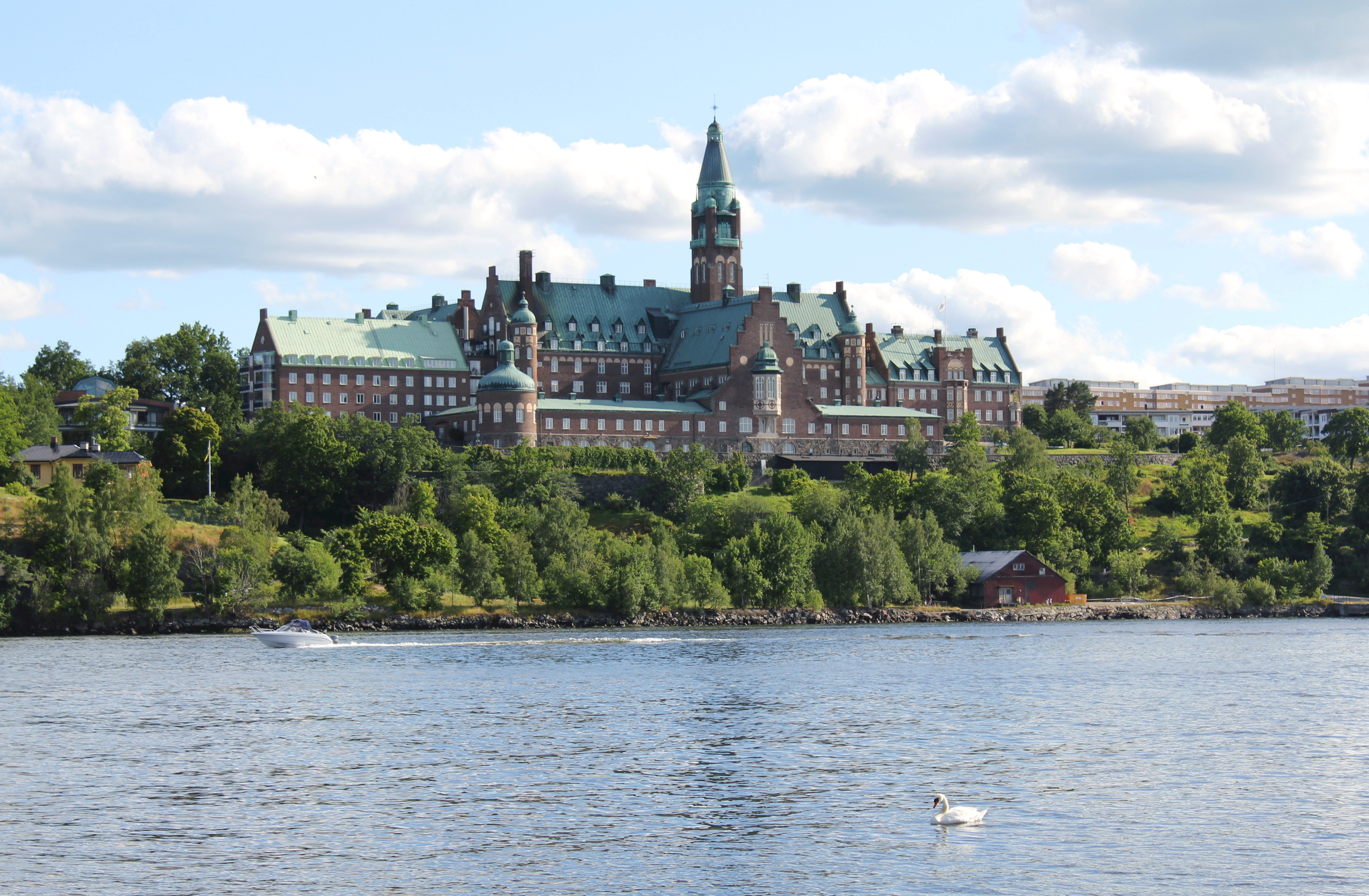
Finnbodaberget från Saltsjön med Danvikshemmet, 2012.

Finnbodaberget är ett berg på nordvästra Sicklaön i Nacka kommun. Berget begränsas i norr av Saltsjön och Stockholms inlopp, i öster av bostadsområdet Finnboda Hamn (tidigare Finnboda varv), i söder av Henriksdals dalgång och Kvarnholmsvägen och i väster av området Henriksborg. Högsta punkten ligger ungefär 36 meter över havet. På Finnbodaberget låg varvets bostadsområde.

## Historik

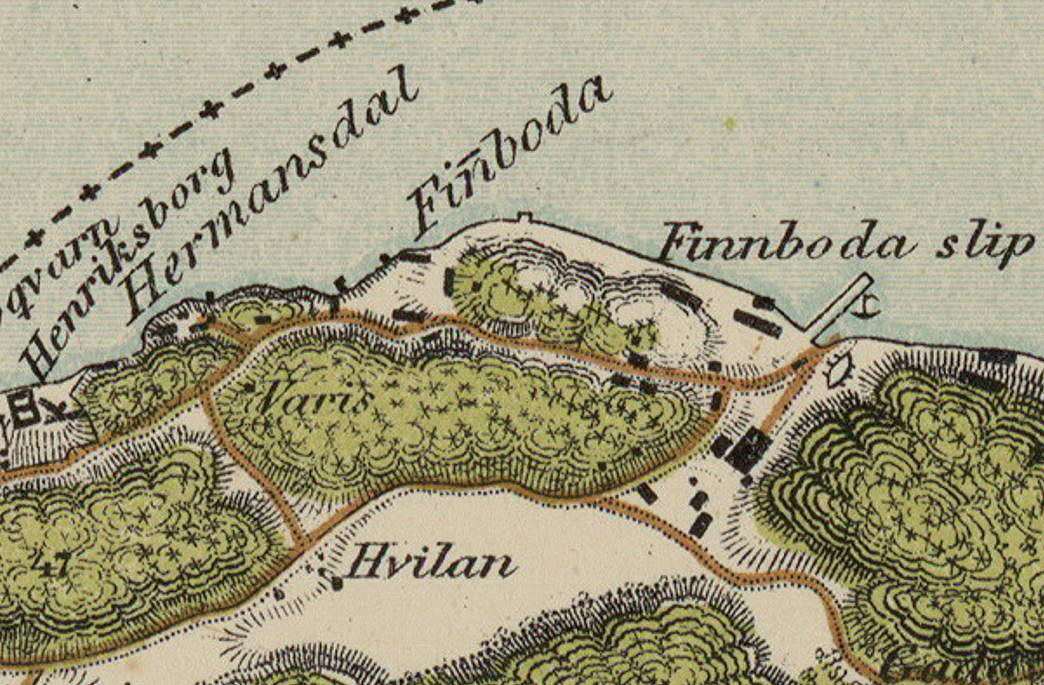
Finnbodaberget, karta 1880-tal.

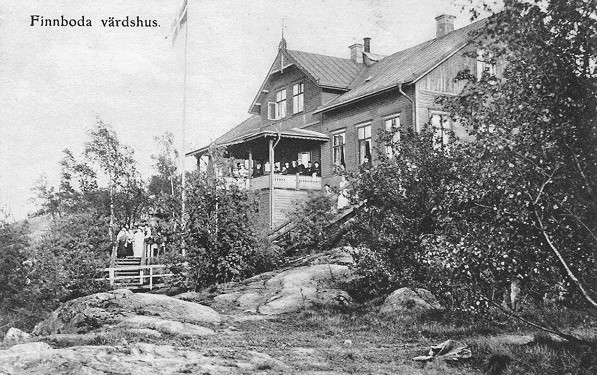
Finnboda värdshus, äldre vykort.

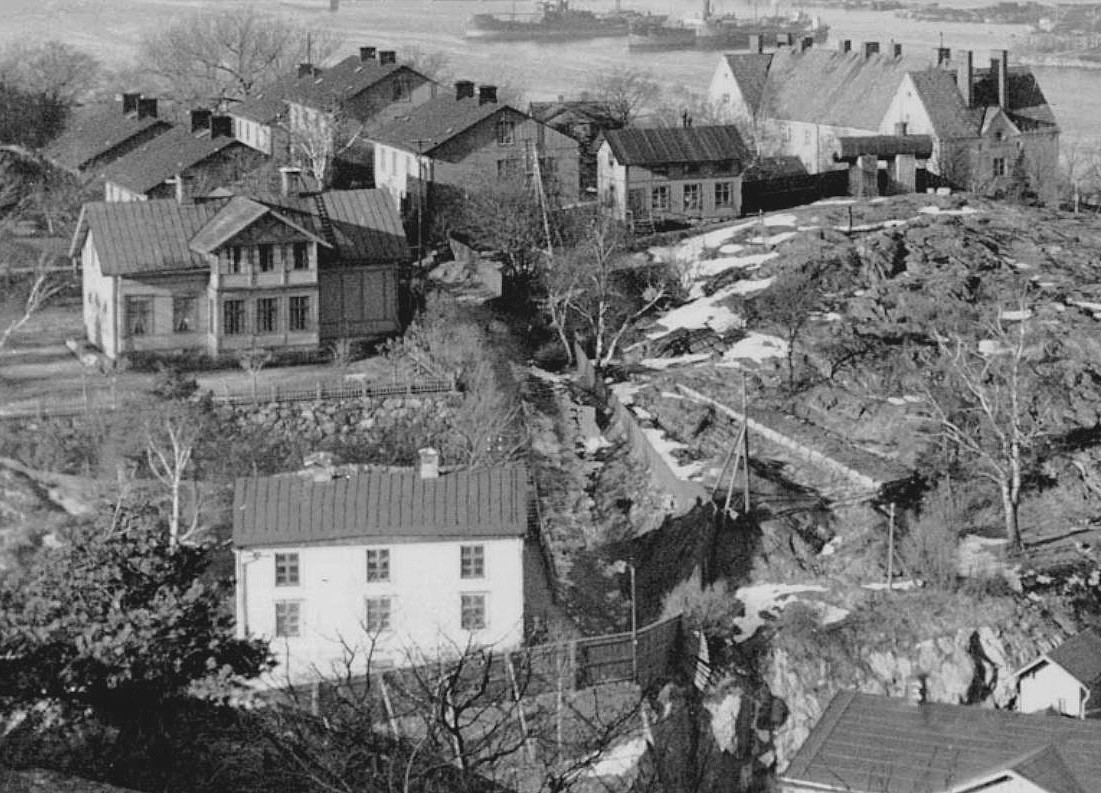
Varvets brukssamhälle på Finnbodaberget, 1930-tal. Den ljusputsade byggnaden längst fram finns kvar och var ursprungligen Beckbrukets chefsbostad.

Finnbodaberget har sitt namn efter en lägenhet tillhörande Danvikens Hospital. Stället fick småningom en gårdsliknande bebyggelse med mangård och flyglar. Huvudbyggnaden hade en liten hamn i Saltsjön för gårdens båtar. Finnbodatorpet låg nedanför (norr om) Danvikshem och platsen kallas senare Finnbovik. 
Redan på 1700-talet anlades en väg över berget som gick från Henriksborg i öster till Finnbodatorpet och vidare till det beckbruk där Finnboda slip (Finnboda varv) anlades på 1870-talet. Från beckbrukets tid existerar fortfarande ett stenhus byggt 1830 som Beckbrukets chefsbostad. Det står alldeles ovanför bergsbranten till det före detta varvsområde. 
Mellan 1882 och 1918 uppfördes uppe på Finnbodabergets platå villor och enkla bostäder för varvets tjänstemän och arbetare. Även varvschefen hade sin villa här. Den byggdes 1890 av AB Ekmans Mekaniska Snickerifabrik för varvschefen Kurt von Schmalensée. Bebyggelsen blev ett litet brukssamhälle och bestod dels av en- och flerfamiljsvillor byggda i trä, dels av två hyreskaserner i två våningar. 
I anslutning låg Finnboda värdshus där varvsarbetarna kunde få mat och värdshuset blev en sorts personalmatsal. Det är omnämnt redan på 1700-talet och hade hetat Finnebo och Vidablick. Utsikten från värdshusets veranda gav en vidsträckt panoramablick över den stora segelleden och Djurgården. Värdshuset fanns kvar till år 1931 då det brann ner. När branden inträffade hade värdshuset varit nedlagt sedan ett tiotal år.
Nästan alla hus från varvstiden revs under slutet av 1970-talet när HSB planerade att bebygga området med seniorbostäder. Tre tjänstemannavillor är dock fortfarande bevarade vid Östra Finnbodavägen 23-27. Huset med glasveranda är från 1886, det mellersta härrör från 1890 och det östra är från 1920. I gällande detaljplan från 2017 är villorna q-märkta vilket innebär att de ej får rivas eller exteriört förvanskas.
Den mest dominanta byggnaden på Finnbodaberget är Danvikshems stora komplex. Redan 1892 påbörjades sprängningarna för grundarbetet. Det dröjde till 1912–1915 innan byggnaden uppfördes av Kreuger & Toll i nationalromantisk efter ritningar av arkitekt Aron Johansson, byggherre var Danvikens hospital. Anläggningen byggdes till 1935.

### Modern bebyggelse
I slutet av 1980- och början av 1990-talet byggde HSB seniorbostäderna öster om Danvikshem. Bostäderna inryms i ett bågformat flerbostadshus i åtta våningar med totalt cirka 120 lägenheter. Den senaste bebyggelsen på Finnbodaberget kallas Finnboda Trädgårdar som består av fem punkthus söder och öster om det bågformade huset. Här finns 109 lägenheter om 2–4 rum och kök byggda av HSB och inflyttningsklara under 2020. Målgruppen är 55 år eller äldre. I Nacka översiktsplan finns ett tunnelreservat för en eventuell framtida Östlig förbindelse under Finnbodaberget, dock inga antagna detaljplaner.

## Bilder

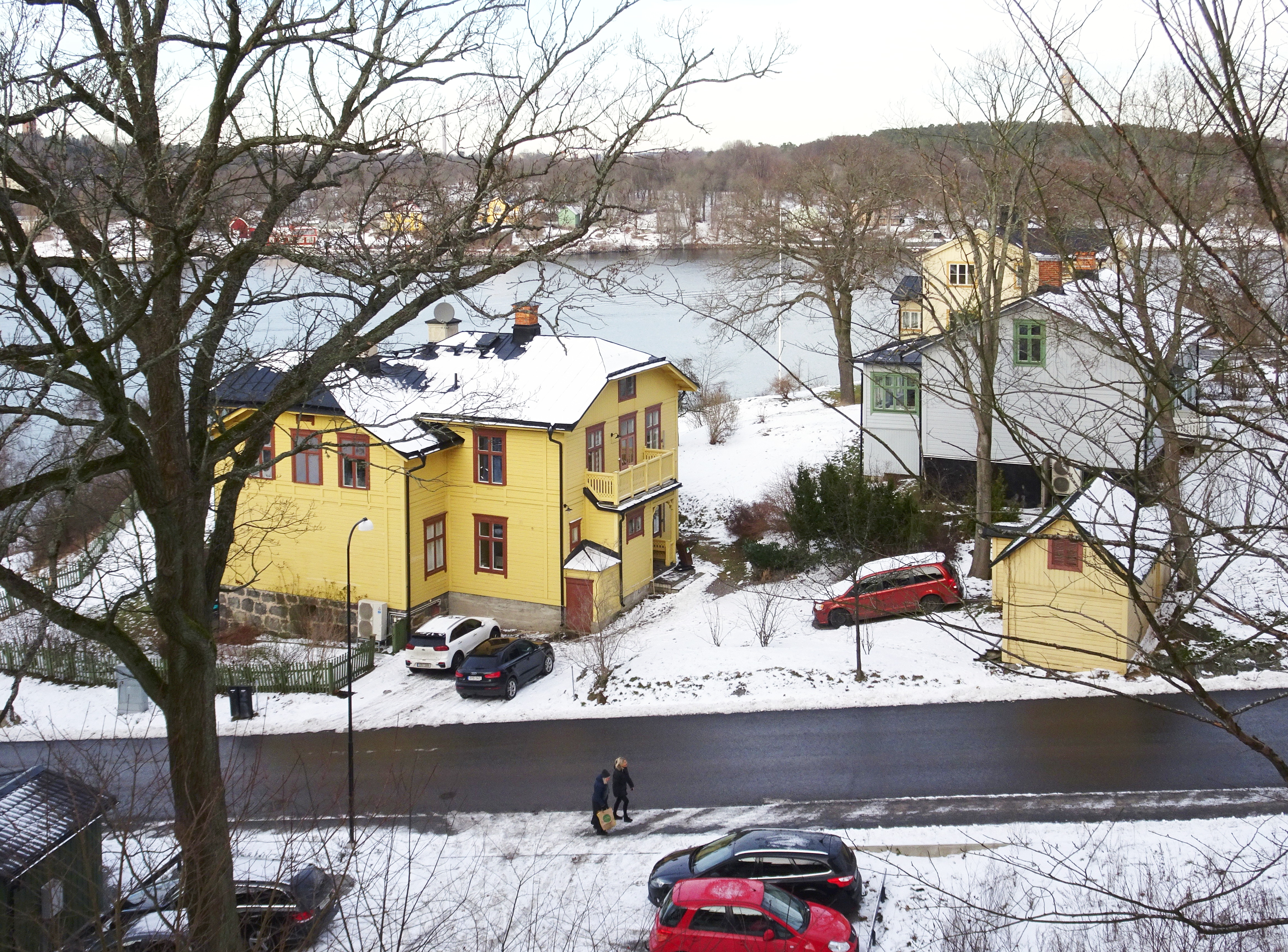
Finnboda varvs före detta tjänstemannabostäder, 2022.
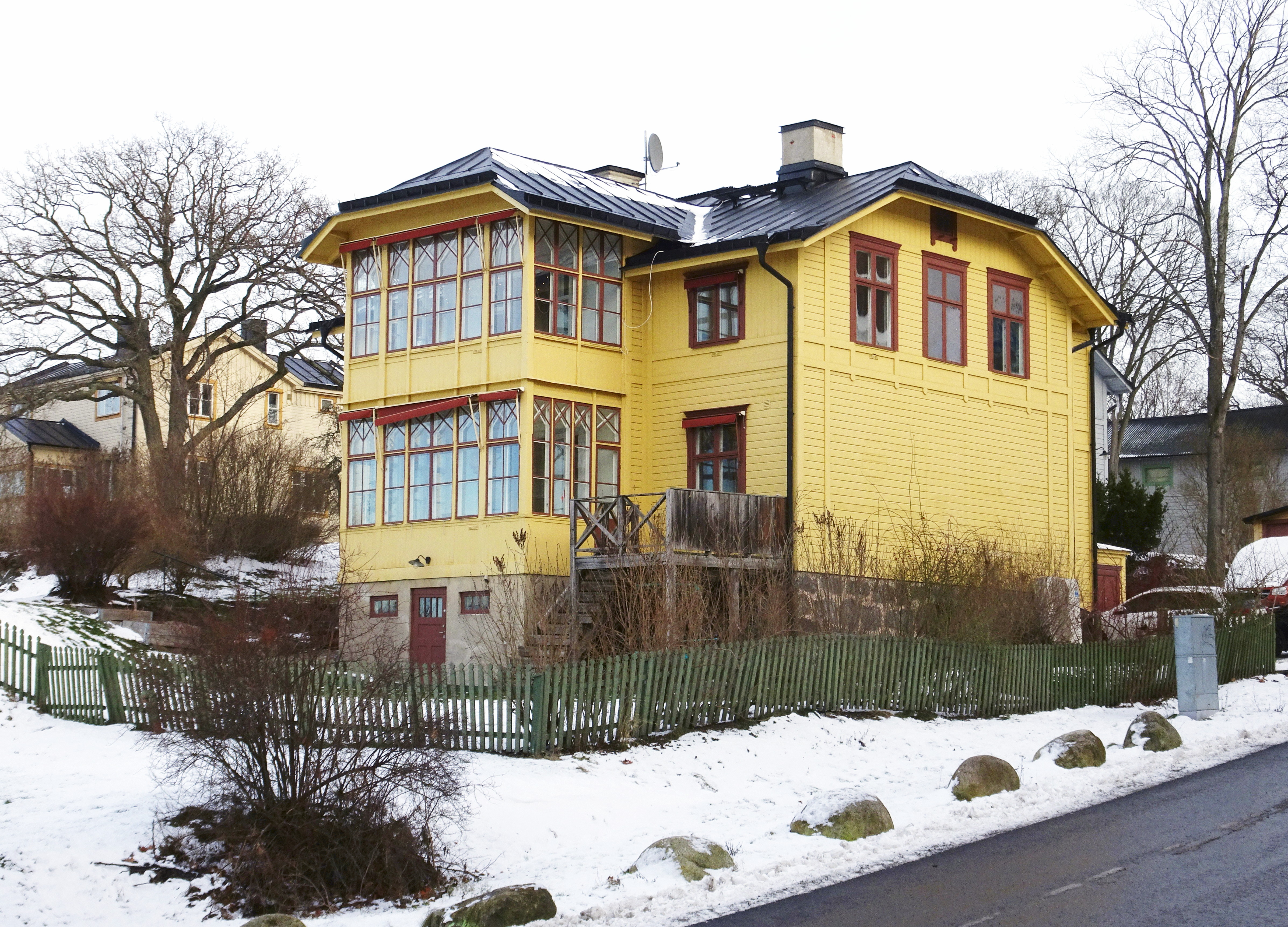
Före detta tjänstemanabostad från 1886.
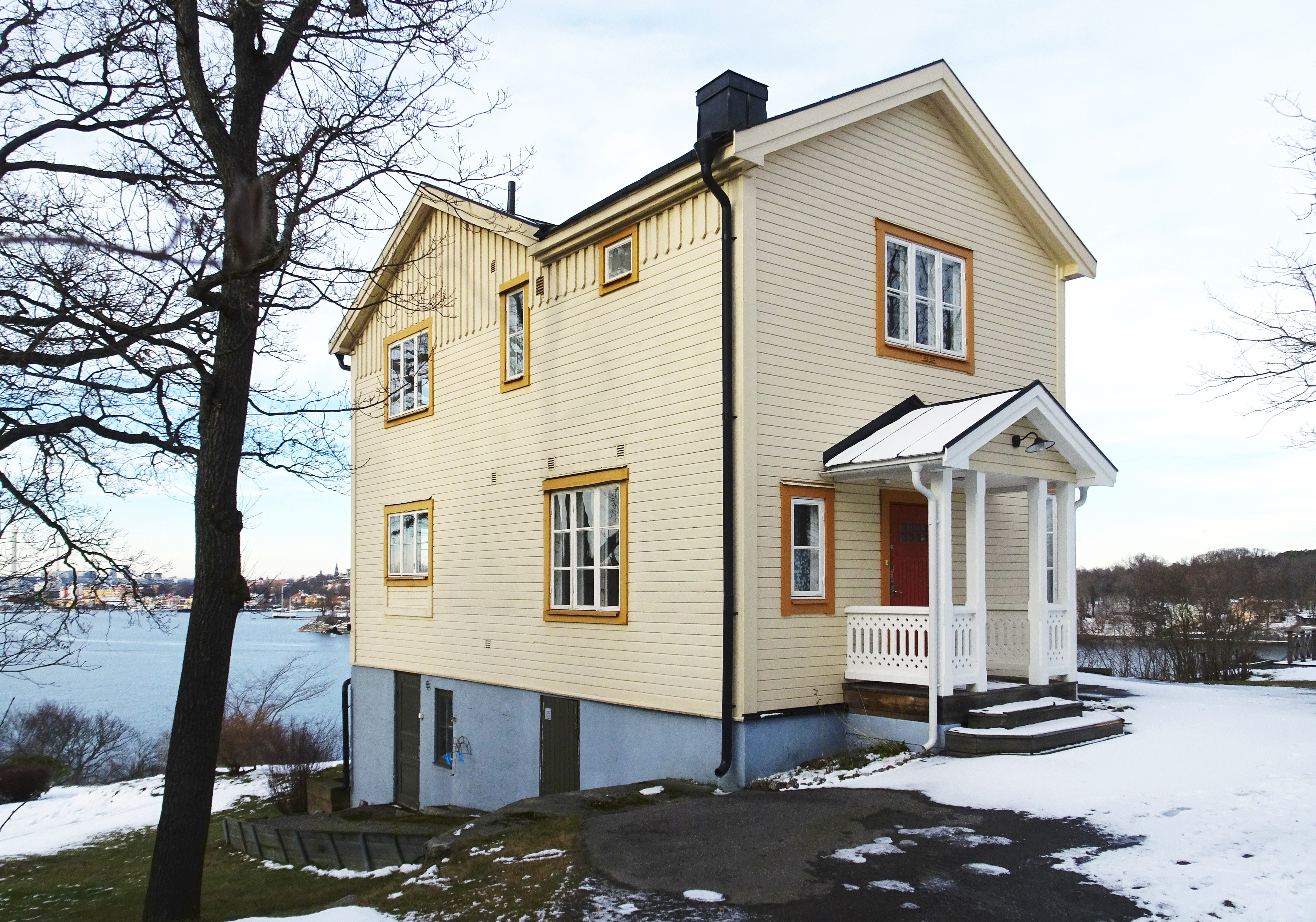
Före detta tjänstemanabostad från 1890.
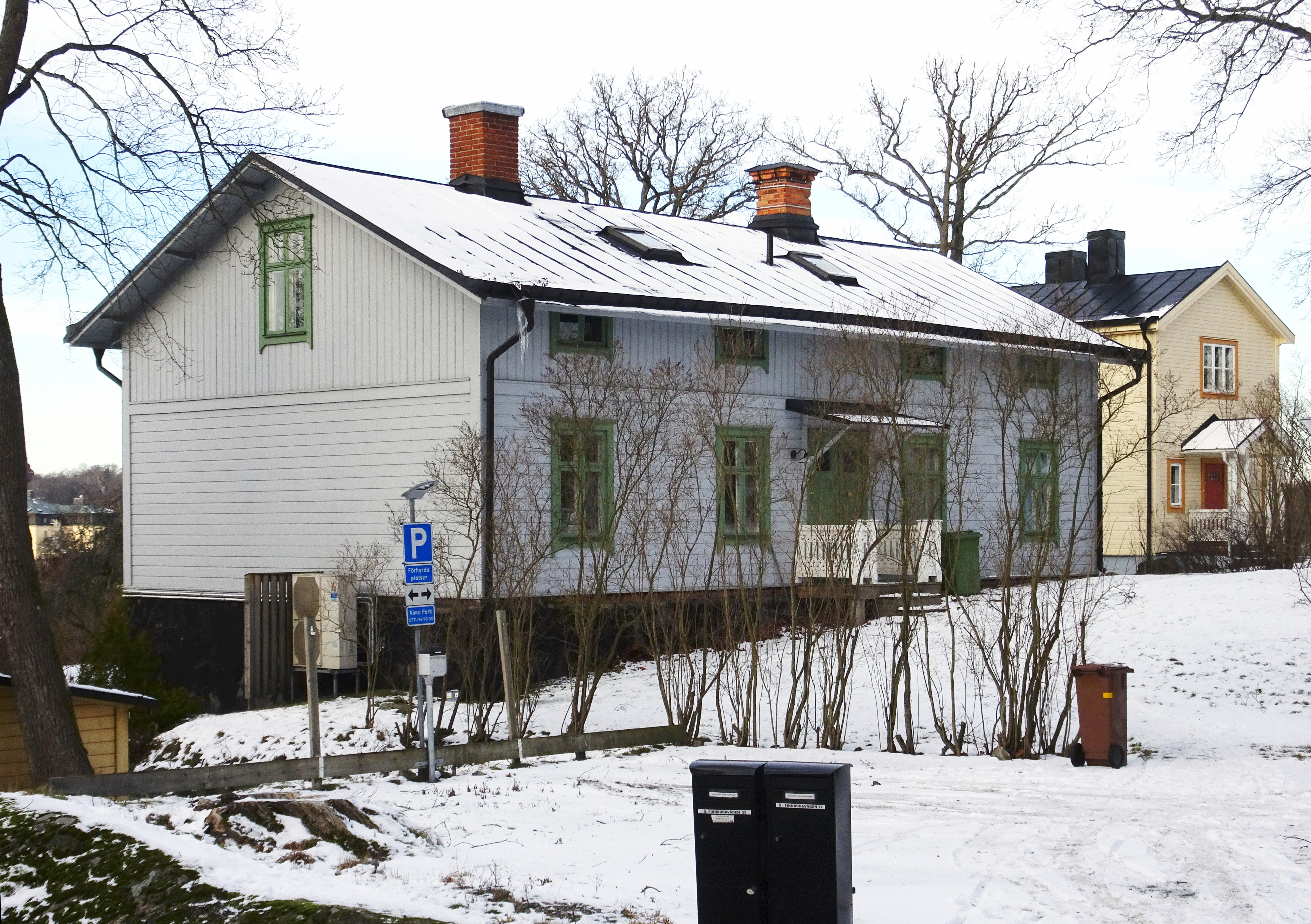
Före detta tjänstemanabostad från 1920.

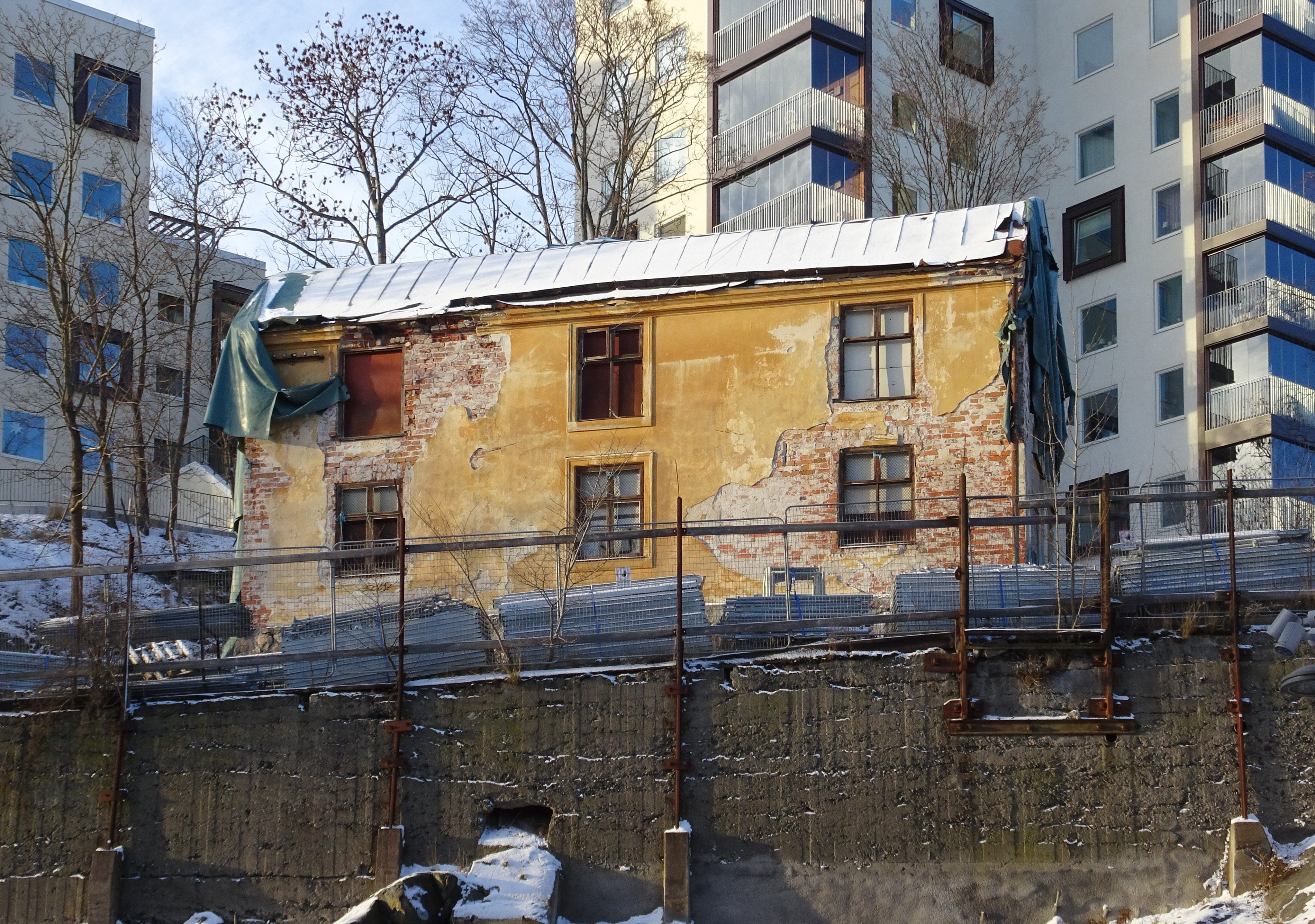
Beckbrukets chefsbostad från 1830.
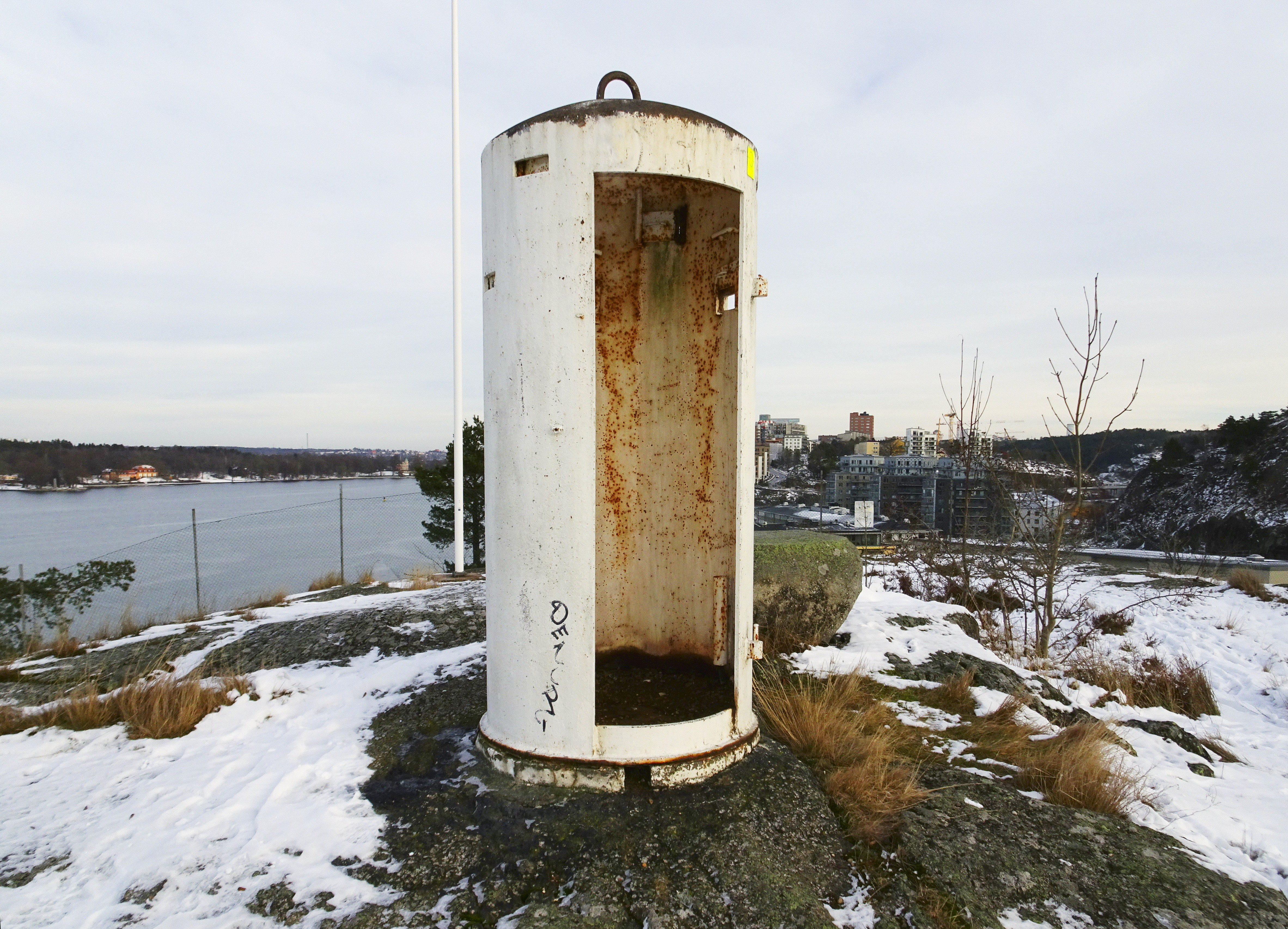
Observationskur från andra världskriget.
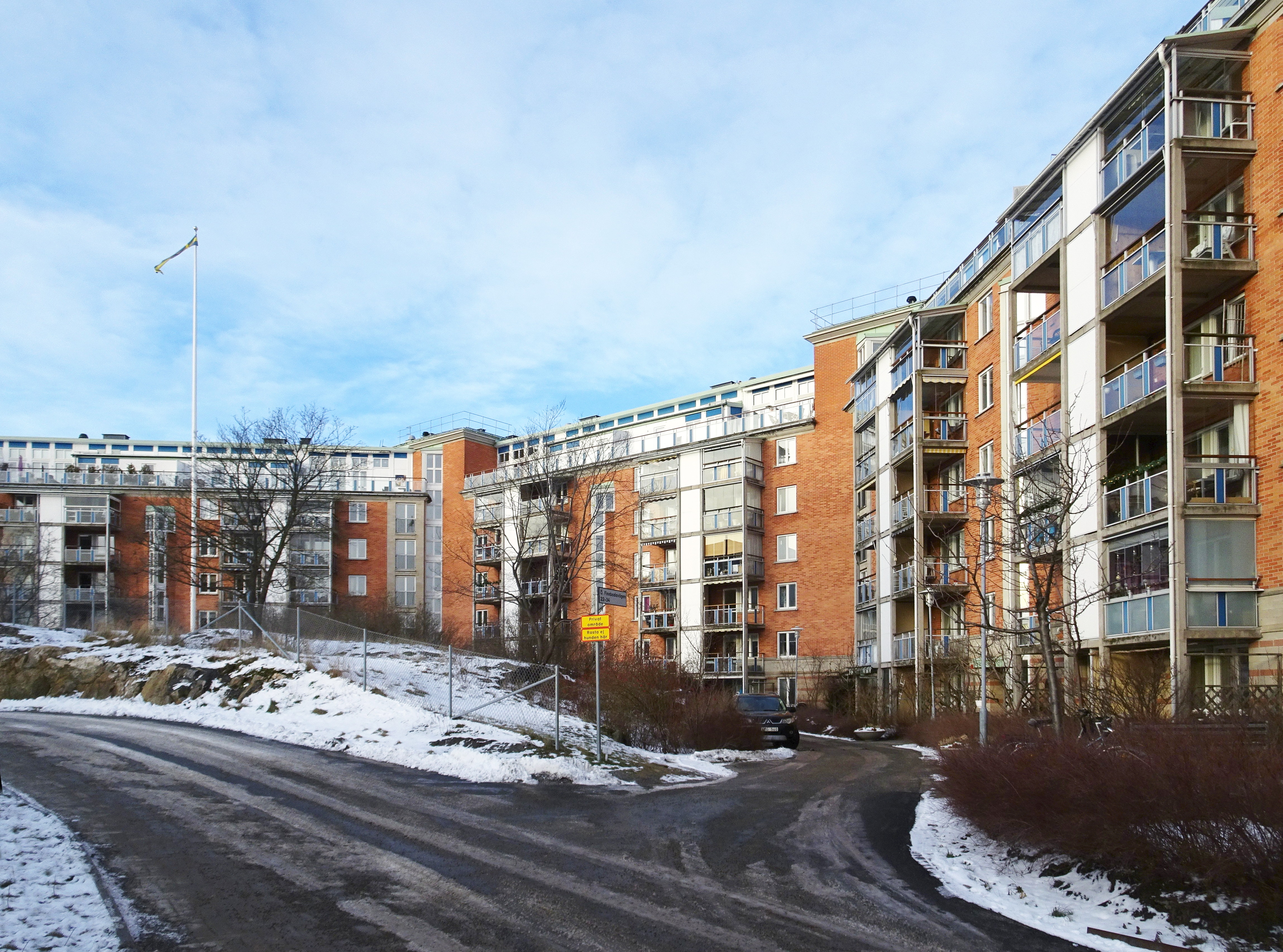
HSB:s seniorbostäder från 1990.
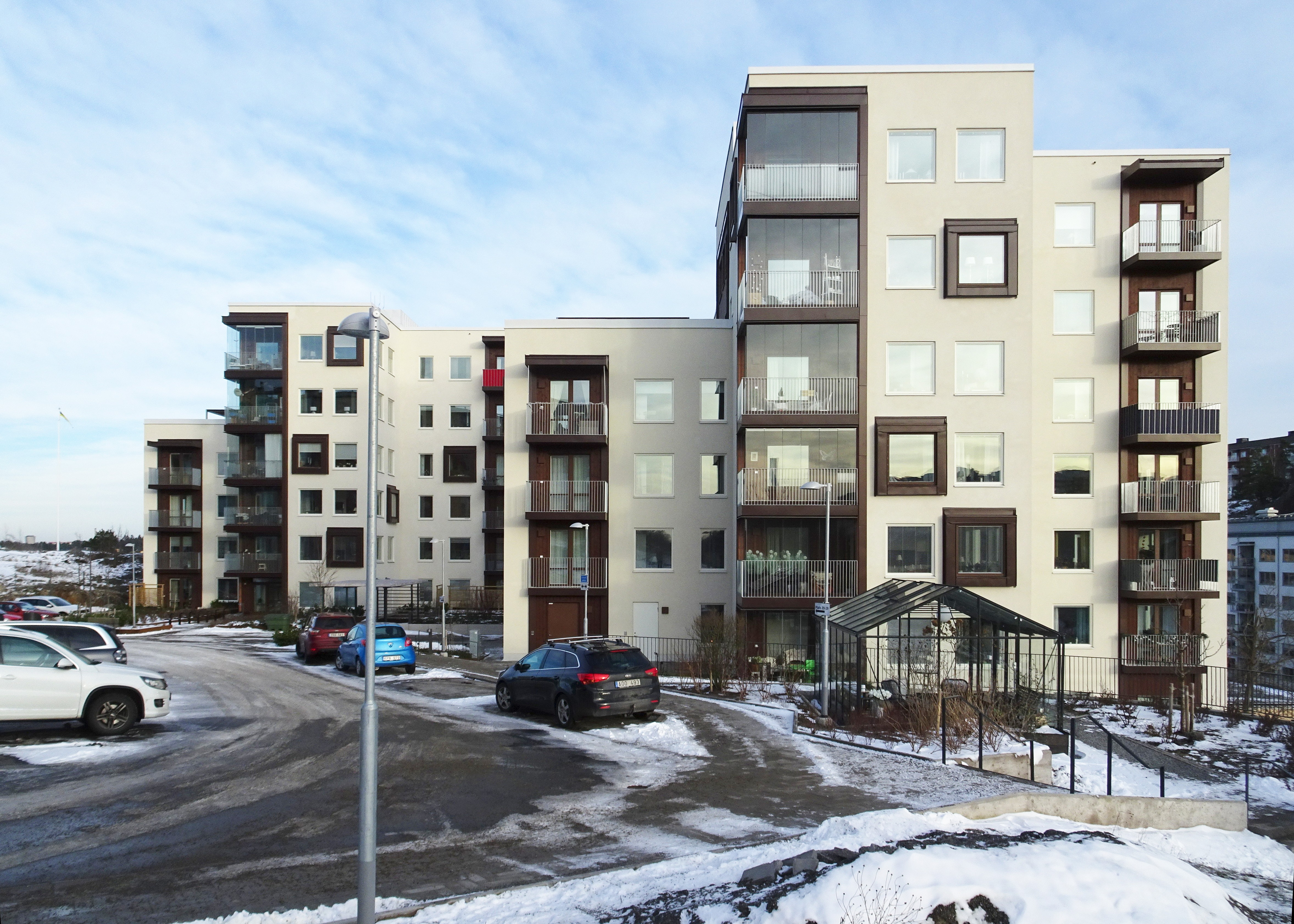
HSB:s seniorbostäder från 2020.